# 바버라 켄들
바버라 앤 켄들(영어: Barbara Anne Kendall, 1967년 8월 30일~)은 뉴질랜드의 요트 선수이다. 올림픽에 5회 참가하여 1992년 하계 올림픽에서 여자 윈드서핑 부문 금메달을 획득했고, 1996년 하계 올림픽과 2000년 하계 올림픽에서 각각 윈드서핑 은메달과 동메달을 획득했다.

## 경력
1967년 오클랜드의 파파쿠라에서 태어나 버클랜드비치에서 자랐고 매클린스 칼리지를 졸업했다. 1984년에 17세의 나이로 뉴질랜드 국가대표로 활동하기 시작했으며, 1992년 스페인 바르셀로나에서 열린 1992년 하계 올림픽에서 중국의 장샤오둥과 네덜란드의 도린 더 프리스를 누르고 금메달을 획득했다.
1996년 미국 애틀랜타에서 열린 1996년 하계 올림픽에서 은메달을 획득했다. 
2000년 오스트레일리아 시드니에서 열린 2000년 하계 올림픽에서 동메달을 획득했다. 이후 2004년 그리스 아테네에서 열린 2004년 하계 올림픽에서 5위에 올랐고 2008년  중국 베이징에서 열린 2008년 하계 올림픽에서 6위에 올랐다. 이후 2010년 5월에 공식적으로 은퇴를 선언했다.